# Hệ đơn phân

Các biến thể của số tám trong hệ đơn phân

正 được dùng ở Trung Quốc, Nhật Bản và Triều Tiên

Hệ ký số đơn phân là một phương pháp ghi số chỉ dùng một chữ số. Nó là hệ ký số đơn giản nhất có thể biểu diễn số tự nhiên: Để biểu diễn số N trong hệ đơn phân, ta lặp lại ký tự biểu diễn số 1 N lần. Ví dụ, dùng dấu sổ dọc |, số 6 trong hệ đơn phân sẽ là ||||||. Phương pháp tính bằng ngón tay là một ví dụ của hệ đơn phân. Phương pháp đơn phân thường được dùng để đếm hay kiểm điểm một kết quả tăng giảm từ từ, ví như tính điểm trong một số trò chơi, mà không có kết quả trung gian cần xóa hay hủy.
Các số đơn phân thường được chia nhóm 5 cho dễ đọc, tương tự với nhóm 3 trong hệ thập phân. Trong hệ thập phân ký tự chia nhóm có thể là dấu phẩy, khoảng trắng. Còn trong hệ đơn phân, ký tự đầu tiên hoặc thứ năm trong mỗi nhóm có thể được viết ở một góc để dễ nhận ra (số 5 trong bảng chữ cái Trung Quốc, bảng chữ cái Kanji Nhật Bản và bảng chữ cái hanja Triều Tiên là 正 có 5 nét ). Ký tự đó cũng có thể "đóng lại" nhóm 5 như ví dụ thứ tư bên trái, cách này đôi khi được gọi là phương pháp đếm "xương cá".
Ở Brasil và Pháp, một biến thể của phương pháp này được sử dụng: Người ta viết bốn nét đầu thành một hình vuông và nét thứ năm là đường chéo của hình vuông đó.
Phép tính cộng trừ trong hệ đơn phân rất đơn giản, tương tự như phép nối chuỗi. Phép nhân và chia thì cồng kềnh hơn.
Trong hệ đơn phân, không tồn tại ký tự không như các hệ ký số khác. Nếu có ký tự 'không', đó sẽ là Hệ nhị phân mà không đơn phân. Trong hệ đơn phân ta không thể biểu diễn khái niệm "không có", kể cả việc không dùng ký hiệu nào. Một vài hệ thống đếm tiên tiến hơn cũng không có ký tự không, như hệ chữ số La Mã, trong đó tiếng Latinh 'nullae được sử dụng để biểu diễn.
So với Các hệ ký số chuẩn, hệ đơn phân là bất tiện và không được sử dụng trong tính toán lớn. 